# العلاقات الفيتنامية القطرية
العلاقات الفيتنامية القطرية هي العلاقات الثنائية التي تجمع بين فيتنام وقطر.

## مقارنة بين البلدين
هذه مقارنة عامة ومرجعية للدولتين:
| وجه المقارنة                                              | فيتنام           | قطر           |
| --------------------------------------------------------- | ---------------- | ------------- |
| المساحة (كم2)                                             | 331.69 ألف       | 11.44 ألف     |
| عدد السكان (نسمة)                                         | 94.66 مليون      | 2.64 مليون    |
| الكثافة السكانية (ن./كم²)                                 | 285.39           | 230.77        |
| العاصمة                                                   | هانوي            | الدوحة        |
| اللغة الرسمية                                             | اللغة الفيتنامية | اللغة العربية |
| العملة                                                    | دونغ فيتنامي     | ريال قطري     |
| الناتج المحلي الإجمالي (بليون دولار)                      | 234.19 مليار     | 167.61 مليار  |
| الناتج المحلي الإجمالي (تعادل القوة الشرائية) بليون دولار | 553.42 مليار     | 316.40 مليار  |
| الناتج المحلي الإجمالي الاسمي للفرد دولار أمريكي          | 2.48 ألف         | 73.65 ألف     |
| الناتج المحلي الإجمالي للفرد دولار أمريكي                 | 5.63 ألف         | 141.54 ألف    |
| مؤشر التنمية البشرية                                      | 0.666            | 0.850         |
| رمز المكالمات الدولي                                      | +84              | +974          |
| رمز الإنترنت                                              | .vn              | .qa           |
| المنطقة الزمنية                                           | ت ع م+07:00      | ت ع م+03:00   |

## منظمات دولية مشتركة
يشترك البلدان في عضوية مجموعة من المنظمات الدولية، منها:
| علم المنظمة | اسم المنظمة                        | تاريخ انضمام فيتنام | تاريخ انضمام قطر |
| ----------- | ---------------------------------- | ------------------- | ---------------- |
|             | يونسكو                             | 6 يوليو 1951        | 27 يناير 1972    |
|             | وكالة ضمان الاستثمار متعدد الأطراف | 5 أكتوبر 1994       | 22 أكتوبر 1996   |
|             | الأمم المتحدة                      | 20 سبتمبر 1977      | 21 سبتمبر 1971   |
|             | الاتحاد البريدي العالمي            | ?                   | ?                |
|             | البنك الدولي للإنشاء والتعمير      | 21 سبتمبر 1956      | 25 سبتمبر 1972   |
|             | المنظمة الهيدروغرافية الدولية      | ?                   | ?                |
|             | الاتحاد الدولي للاتصالات           | 24 سبتمبر 1951      | 27 مارس 1973     |
|             | منظمة حظر الأسلحة الكيميائية       | ?                   | ?                |
|             | مؤسسة التمويل الدولية              | 4 أغسطس 1967        | 11 أكتوبر 2008   |
|             | منظمة التجارة العالمية             | 11 يناير 2007       | ?                |
|             | منظمة الشرطة الجنائية الدولية      | ?                   | ?                |

## وصلات خارجية
- موقع وزارة الخارجية الفيتنامية
- موقع وزارة الخارجية القطرية